# Sum'ay
Sum'ay (auch Sama'ay u. ä.; altsüdarabisch s1mʿy) war ein Königreich und späterer Stamm im Westen des altsüdarabischen Reiches Saba, im jemenitischen Hochland. Der Name rührt vom Stamm Sama bzw. dessen Stammesgott Sama, der etwa im 4. Jahrhundert v. Chr. von Ta'lab abgelöst wurde. Eines der Verwaltungszentren war Ḥāz.

## Geschichte
In der Frühzeit des Alten Südarabien war das Gebiet von Sum'ay offenbar Teil von Saba, wie die Ortsnamen in Texten dieser Zeit zeigen. Vermutlich gelangte es gemeinsam mit den anderen Vasallen Sabas um 400 v. Chr. in die Unabhängigkeit. Die erste Erwähnung des dabei entstandenen Königreichs Sum'ay fällt in die Regierung des Yah'in Dhubyan, Königs von Sum'ay und Vasall des sabäischen Königs Karib'il Watar II. (Hermann von Wissmann: um 295 v. Chr.; Kenneth A. Kitchen: um 200–180 v. Chr.). Sein Sohn Sumhu'afaq hatte nur noch das Amt eines qail („Vogt“) von Sum'ay inne und war damit vollständig von Saba abhängig. Seitdem erscheint Sum'ay nur noch als sabäischer Stamm, der von mehreren lokalen Fürstenhäusern beherrscht wurde. Eines von diesen, das Haus der Hamdaniden stellte im späten 2. und frühen 3. nachchristlichen Jahrhundert einige sabäische Könige, wodurch Sum'ay zeitweise an politischer Bedeutung gewann. Nachdem sich Himyar im mittleren 3. nachchristlichen Jahrhundert endgültig gegen Saba durchgesetzt hatte, wurde Sum'ay bedeutungslos.